# Dzsibuti címere

Dzsibuti címere

Dzsibuti címere egy fehér színű pajzs, két oldalt zöld koszorúval övezve. Közepén egy harci pajzsot és egy dárdát helyeztek el, két barna kéz egy-egy kardot tart. Felül egy ötágú vörös csillag található.